# عود-لوسدن
عود-لوسدن (به هلندی: Oud-Leusden) یک منطقهٔ مسکونی در هلند است که در لئوسدن واقع شده‌است.